# OpenDemocracy
openDemocracy è un sito web di discussione di politica internazionale e cultura, che offre notizie e articoli d'opinione da parte di accademici, giornalisti e responsabili delle politiche riguardanti temi di attualità nel mondo della politica e della società.

## Descrizione
openDemocracy è un progetto fondato nel 2000 da Anthony Barnett, David Hayes, Susan Richards e Paul Hilder. La pubblicazione è iniziate nel maggio 2001, con base nel Regno Unito.
La missione dichiarata è quella di fornire un giornalismo di qualità al fine di battersi per tutti quei gruppi sociali solitamente esclusi dalla grande stampa internazionale e per i diritti umani e la democrazia.

### Struttura
Alla fine del 2022 openDemocracy contava su 57 membri. Collaboratori di primo piano della rivista online sono stati Kofi Annan, George Soros, Ayaan Hirsi Ali, Shirin Ebadi, Sidney Blumenthal, Peter Hain, Pierre Bourdieu, Manuel Castells, Fred Halliday, e David Blunkett. Oggi i principali editorialisti sono Paul Rogers (sicurezza globale), Li Datong (Cina dal di dentro), Mary Kaldor (Sicurezza umana) e Daniele Archibugi (Cosmopolitan Democracy).

### Finanziatori
openDemocracy è un progetto finanziato da diverse organizzazioni filantropiche, tra le quali la Ford Foundation, la Atlantic Philanthropies, la Rockefeller Brothers Fund, la Joseph Rowntree Charitable Trust e altri finanziatori. Il flusso di denaro sia in entrata (forniti da prestiti e donazioni individuali) che in uscita (staff, marketing, amministrazione, viaggi, etc.) è di circa 3.3 milioni di sterline annuali.

### Il sito web
Il sito riceveva circa 7 milioni di visite all'anno, mentre nel 2023 ne riceve circa 1 milione al mese. Esso è disponibile in 4 lingue e i suoi contenuti sono generalmente disponibili in licenza Creative Commons.